# 聖喬治 (緬因州)
聖喬治（英語：St. George）是一個位於美國緬因州諾克斯縣的鎮。

## 人口
根據2020年美國人口普查的數據，聖喬治的面積為303.68平方千米，當中陸地面積為64.80平方千米，而水域面積為239.87平方千米。當地共有人口2594人，而人口密度為每平方千米9人。